# Dendrosoter thelepte
Dendrosoter thelepte är en stekelart som beskrevs av Nixon 1939. Dendrosoter thelepte ingår i släktet Dendrosoter och familjen bracksteklar. Inga underarter finns listade i Catalogue of Life.